# Nesoryzomys indefessus
Nesoryzomys indefessus är en utdöd däggdjursart som först beskrevs av Thomas 1899.  Nesoryzomys indefessus ingår i släktet galapagosrisråttor, och familjen hamsterartade gnagare. IUCN kategoriserar arten globalt som utdöd. Inga underarter finns listade i Catalogue of Life.
Arten var endemisk på Santa Cruz och Baltra Island som tillhör Galápagosöarna. Det är inget känt om gnagarens levnadssätt. De sista levande individerna av Nesoryzomys indefessus iakttogs 1934. Arten dog troligen ut på grund av sjukdomar som kom till öarna med den introducerade svartråttan (Rattus rattus). Andra djur som flyttades till öarna och som kan ha varit delaktig i artens försvinnande är brunråtta (Rattus norvegicus), husmus (Mus musculus) och tamkatt.
Ibland räknas Nesoryzomys narboroughi som lever på Isla Fernandina som underart till Nesoryzomys indefessus. I detta fall är arten inte utdöd.